# Cadempino
Cadempino is een gemeente en plaats in het Zwitserse kanton Ticino, en maakt deel uit van het district Lugano.
Cadempino telt 1360 inwoners.